# Percival James Patterson
Pour les articles homonymes, voir Patterson.
Percival James Patterson, est né le 10 avril 1935, est un homme politique jamaïcain, chef du Parti national du peuple (PNP) de 1992 à février 2006 et Premier ministre de la Jamaïque de mars 1992 à mars 2006.

## Biographie
Percival James Patterson est né en 1935 dans la paroisse de Hanover où son père est fermier et sa mère institutrice. Il fait ses études en Jamaïque et sort diplômé en anglais de l'Université des Indes occidentales (UWI) en 1958. Pendant ces études en Jamaïque, il fonde et préside le Political Club de l'Université, ce qui lui permet de rencontre Eric Williams mais aussi de nombreux membres du Parti national du peuple dont il se rapproche. Il prend ainsi la parole à plusieurs meeting lors de la campagne législative de 1955. Dès sa sortie de l'UWI en 1958, il rejoint l'équipe nationale du PNP. Il part ensuite étudier le droit à la London School of Economics dont il sort diplômé en 1963. Cette même année, il s'inscrit à Middle Temple et au barreau de Jamaïque.
En 1964, il est élu à la direction nationale du PNP et en 1969, il en devient le vice-président. En 1970, il est élu député de la paroisse de Westmoreland. En 1972, il entre au gouvernement après la victoire du PNP et devient Ministre de l’Industrie, du Commerce et du Tourisme de Michael Manley. Il est ensuite vice-premier ministre (1978-1980) et ministre des Affaires étrangères et du Commerce extérieur (1978-1980). Lors du second gouvernement de Michael Manley, il est vice Premier-Ministre (1989-1991) et ministre du Développement, de la Planification et de la Production (1989-1990) puis ministre des Finances et de la Planification (1990-1991).
Il est impliqué dans un conflit d'intérêts en tant que ministre des Finances à la fin de l'année 1991, mais cela ne l'empêche pas d'être élu à la tête du PNP en mars 1992, contre Portia Simpson-Miller qui représentait l'aile gauche du parti. Il succède ainsi à Michael Manley à la tête du PNP et du gouvernement.
Il continue la politique modérée en matière sociale dont il a été le maître d’œuvre financier pendant le second mandat de Michael Manley et mène le PNP à une nouvelle victoire lors des élections législatives de 1993 avec 52 élus sur 60 sièges. Il rompt aussi une relation de dix-huit d'emprunt auprès du Fonds monétaire international qui avait abouti à un contrôle quasi complet de l'économie de la Jamaïque par ce dernier. Il investit aussi massivement dans les infrastructures du pays ainsi que dans le logement et la mise en place d'un système d'aides sociales. Cette politique lui permet de remporter les élections législatives de 1997. Il mène de nouveau le PNP à la victoire lors des élections législatives de 2002, mais avec une majorité beaucoup plus étroite que lors des scrutins précédents, avec seulement trente-quatre sièges sur soixante. Il devient ainsi le premier Premier ministre de la Jamaïque à prêter serment pour la quatrième fois.
En 2003, il demande que la Jamaïque deviennent enfin une République et rompre ainsi les derniers liens coloniaux avec la Couronne britannique. À l'occasion du coup d'État du 29 février 2004 en Haïti, Patterson, président en exercice de la Communauté caribéenne, autorise le président Jean-Bertrand Aristide à séjourner en Jamaïque.
Le 30 janvier 2005, il démissionne de son poste de Premier ministre de la Jamaïque, il est alors remplacé par Portia Simpson-Miller qui venait d'être élue présidente du Parti national du peuple.
Après avoir quitté le gouvernement, il se consacre au renforcement de la paix et de la démocratie dans la Caraïbe et dans le monde.